# Strada statale 406 di Cervinia
La ex strada statale 406 di Cervinia (SS 406), ora strada regionale 46 della Valtournenche (SR 46) (in francese, Route régionale 46 du Valtournenche (RR 46)), è una strada regionale italiana.

## Percorso
Inizia nella località di Chaméran, nel comune di Châtillon, e collega SS26 a Breuil-Cervinia. Su un tracciato tipicamente montano, la strada percorre tutta la Valtournenche, attraversando i comuni di Antey-Saint-André e di Valtournenche, per terminare a Breuil-Cervinia.
In seguito al decreto legislativo 22 aprile 1994 n. 320, dal 1994, la gestione è passata dall'ANAS alla Regione Valle d'Aosta, che l'ha classificata come strada regionale con la denominazione di strada regionale 46 della Valtournenche (SR 46); (in francese, Route régionale 46 du Valtournenche (RR 46)).
Con decreto ministeriale, la strada viene declassata definitivamente a strada regionale.